# Maedhros
Maedhros es un personaje de ficción en el legendarium del escritor británico J. R. R. Tolkien. Era un poderoso elfo Noldor, el mayor de los hijos de Fëanor, quien fue el creador de los Silmarils (joyas cuyo devenir marca el principal hilo argumental de El Silmarillion). Se unió a su padre y hermanos en un juramento para evitar que nadie, excepto ellos mismos, pudieran poseer los Silmarils. Dicho juramento desembocó en la guerra contra Morgoth y, finalmente, provocó la perdición de la casa de Fëanor. 
Maedhros apareció por primera vez en El Silmarillion y, posteriormente, es mencionado en otros escritos como los Cuentos inconclusos o Los hijos de Húrin. Es uno de los personajes más duraderos de El Silmarillion y ha inspirado obras de artistas como John Howe, Alan Lee o Ted Nasmith.
Maedhros es posiblemente el elfo Noldor más experimentado en combate que jamás existió, debido a que participó y sobrevivió muchas grandes batallas como la Matanza de Alqualondë, Dagor-nuin-Giliath, Dagor Aglareb, Dagor Bragollach, Nírnaeth Arnoediad, Caída de Doriath, Ataque a los Puertos del Sirion y probablemente también en la Guerra de la Cólera.

## Características
Analizando los distintos nombres que le fueron otorgados al personaje, se pueden obtener algunas de sus características, como su físico, personalidad y relevancia en la historia de Arda:
- Nelyafinwë, su nombre paterno en quenya, traducido como «Finwë, el tercero», que hace referencia a su pertenencia a la línea de sucesión al trono de los Noldor.
- Maitimo, su nombre materno en quenya, de significado «bien formado», por el que solía ser llamado debido a su encanto y atractivo.
- Russandol, su epessë o sobrenombre, que significa «coronilla cobriza», en referencia a su cabello.[3] A diferencia de su real parentela, Maedhros tenía el pelo de color cobrizo, herencia de su abuelo materno, Mahtan, al que se parecía, según decían, en aspecto y temperamento.
- Su elevada estatura le valió el apodo de el Alto, denominación confirmada a su vez por las hazañas que realizó en Beleriand, convirtiéndose así en uno de los personajes cruciales del Quenta Silmarillion como uno de los siete hijos de Fëanor.

## Genealogía
A continuación, se presenta un árbol genealógico con los parientes directos de Maedhros más relevantes.
|          |          |          |          |          |          |        |        |        |        | Finwë  | Finwë  | Finwë    | Finwë    | Finwë    | Finwë    |          |          | Míriel    | Míriel    | Míriel    | Míriel    | Míriel    | Míriel    |             |          |          |          |         |         |       |       |       |       |       |       |       |       |       |       |       |       |  |  |  |  |  |  |  |  |  |  |  |  |  |  |  |  |  |  |  |  |  |  |  |  |  |  |  |  |
|          |          |          |          |          |          |        |        |        |        | Finwë  | Finwë  | Finwë    | Finwë    | Finwë    | Finwë    |          |          | Míriel    | Míriel    | Míriel    | Míriel    | Míriel    | Míriel    |             |          |          |          |         |         |       |       |       |       |       |       |       |       |       |       |       |       |  |  |  |  |  |  |  |  |  |  |  |  |  |  |  |  |  |  |  |  |  |  |  |  |  |  |  |  |
|          |          |          |          |          |          |        |        |        |        |        |        |          |          |          |          |          |          |           |           |           |           |           |           |             |          |          |          |         |         |       |       |       |       |       |       |       |       |       |       |       |       |  |  |  |  |  |  |  |  |  |  |  |  |  |  |  |  |  |  |  |  |  |  |  |  |  |  |  |  |
|          |          |          |          |          |          |        |        |        |        |        |        |          |          | Fëanor   | Fëanor   | Fëanor   | Fëanor   | Fëanor    | Fëanor    |           |           | Nerdanel  | Nerdanel  | Nerdanel    | Nerdanel | Nerdanel | Nerdanel |         |         |       |       |       |       |       |       |       |       |       |       |       |       |  |  |  |  |  |  |  |  |  |  |  |  |  |  |  |  |  |  |  |  |  |  |  |  |  |  |  |  |
|          |          |          |          |          |          |        |        |        |        |        |        |          |          | Fëanor   | Fëanor   | Fëanor   | Fëanor   | Fëanor    | Fëanor    |           |           | Nerdanel  | Nerdanel  | Nerdanel    | Nerdanel | Nerdanel | Nerdanel |         |         |       |       |       |       |       |       |       |       |       |       |       |       |  |  |  |  |  |  |  |  |  |  |  |  |  |  |  |  |  |  |  |  |  |  |  |  |  |  |  |  |
|          |          |          |          |          |          |        |        |        |        |        |        |          |          |          |          |          |          |           |           |           |           |           |           |             |          |          |          |         |         |       |       |       |       |       |       |       |       |       |       |       |       |  |  |  |  |  |  |  |  |  |  |  |  |  |  |  |  |  |  |  |  |  |  |  |  |  |  |  |  |
|          |          |          |          |          |          |        |        |        |        |        |        |          |          |          |          |          |          |           |           |           |           |           |           |             |          |          |          |         |         |       |       |       |       |       |       |       |       |       |       |       |       |  |  |  |  |  |  |  |  |  |  |  |  |  |  |  |  |  |  |  |  |  |  |  |  |  |  |  |  |
|          |          |          |          |          |          |        |        |        |        |        |        |          |          |          |          |          |          |           |           |           |           |           |           |             |          |          |          |         |         |       |       |       |       |       |       |       |       |       |       |       |       |  |  |  |  |  |  |  |  |  |  |  |  |  |  |  |  |  |  |  |  |  |  |  |  |  |  |  |  |
| Maedhros | Maedhros | Maedhros | Maedhros | Maedhros | Maedhros | Maglor | Maglor | Maglor | Maglor | Maglor | Maglor | Celegorm | Celegorm | Celegorm | Celegorm | Celegorm | Celegorm | Caranthir | Caranthir | Caranthir | Caranthir | Caranthir | Caranthir | Curufin     | Curufin  | Curufin  | Curufin  | Curufin | Curufin | Amrod | Amrod | Amrod | Amrod | Amrod | Amrod | Amras | Amras | Amras | Amras | Amras | Amras |  |  |  |  |  |  |  |  |  |  |  |  |  |  |  |  |  |  |  |  |  |  |  |  |  |  |  |  |
| Maedhros | Maedhros | Maedhros | Maedhros | Maedhros | Maedhros | Maglor | Maglor | Maglor | Maglor | Maglor | Maglor | Celegorm | Celegorm | Celegorm | Celegorm | Celegorm | Celegorm | Caranthir | Caranthir | Caranthir | Caranthir | Caranthir | Caranthir | Curufin     | Curufin  | Curufin  | Curufin  | Curufin | Curufin | Amrod | Amrod | Amrod | Amrod | Amrod | Amrod | Amras | Amras | Amras | Amras | Amras | Amras |  |  |  |  |  |  |  |  |  |  |  |  |  |  |  |  |  |  |  |  |  |  |  |  |  |  |  |  |
|          |          |          |          |          |          |        |        |        |        |        |        |          |          |          |          |          |          |           |           |           |           |           |           | Celebrimbor |          |          |          |         |         |       |       |       |       |       |       |       |       |       |       |       |       |  |  |  |  |  |  |  |  |  |  |  |  |  |  |  |  |  |  |  |  |  |  |  |  |  |  |  |  |

Nota: No se incluye, por claridad, la rama descendiente de Finwë e Indis, su segunda esposa tras la muerte de Míriel.

## Biografía

### Edades de los Árboles
Poco se conoce de la infancia y juventud de Maedhros; hijo de Fëanor y Nerdanel, nació durante las Edades de los Árboles en Tirion, la ciudad que compartían los Vanyar y los Noldor en el reino de Valinor, en Aman, hasta el establecimiento de aquellos en las tierras de los Valar. Fue el mayor de los siete hijos de Fëanor y, junto con su padre, recorría y exploraba Valinor. En esa época, Maedhros se hizo amigo de Fingon, hijo de Fingolfin, pese al recelo de su padre por la familia de su medio hermano.
Junto con sus hermanos y el resto de su casa, acompañó a su padre a Formenos, cuando este fue condenado al destierro de Tirion durante doce años. Fueron invitados a Taniquetil con motivo de las celebraciones de alabanza a Ilúvatar por los períodos de floración y las estaciones, creadas por Yavanna, aunque sólo Fëanor acudió. Melkor y Ungoliant aprovecharon las festividades para infiltrarse y destruir los Árboles de Valinor, sumiendo Aman en la oscuridad. Durante el consejo organizado para la búsqueda de soluciones a dicho mal, Maedhros y sus hermanos se presentaron con las noticias del asesinato de Finwë y del robo de los Simarils por Melkor, quien desde entonces fue llamado Morgoth, El Enemigo Oscuro. Poco después, Fëanor y sus hijos juraron venganza, recuperar los Silmarils y no permitir que nadie los poseyera excepto ellos mismos.
Durante su huida de Aman, los Noldor pidieron a los Teleri que les prestaran sus barcos para llegar a la Tierra Media. Ante su negativa, parte de los Noldor, con la casa de Fëanor a la cabeza, les atacaron y robaron sus barcos durante la llamada Matanza de Alqualondë. Fëanor y los suyos cruzaron el Belegaer con los barcos, tras lo cual Maedhros preguntó a su padre cómo iban a organizar el transporte del resto de los Noldor; en realidad, Fëanor no tenía intención de mandar de regreso los barcos y ordenó quemar las naves, ante lo que Maedhros se entristeció pero no traicionó a su padre.

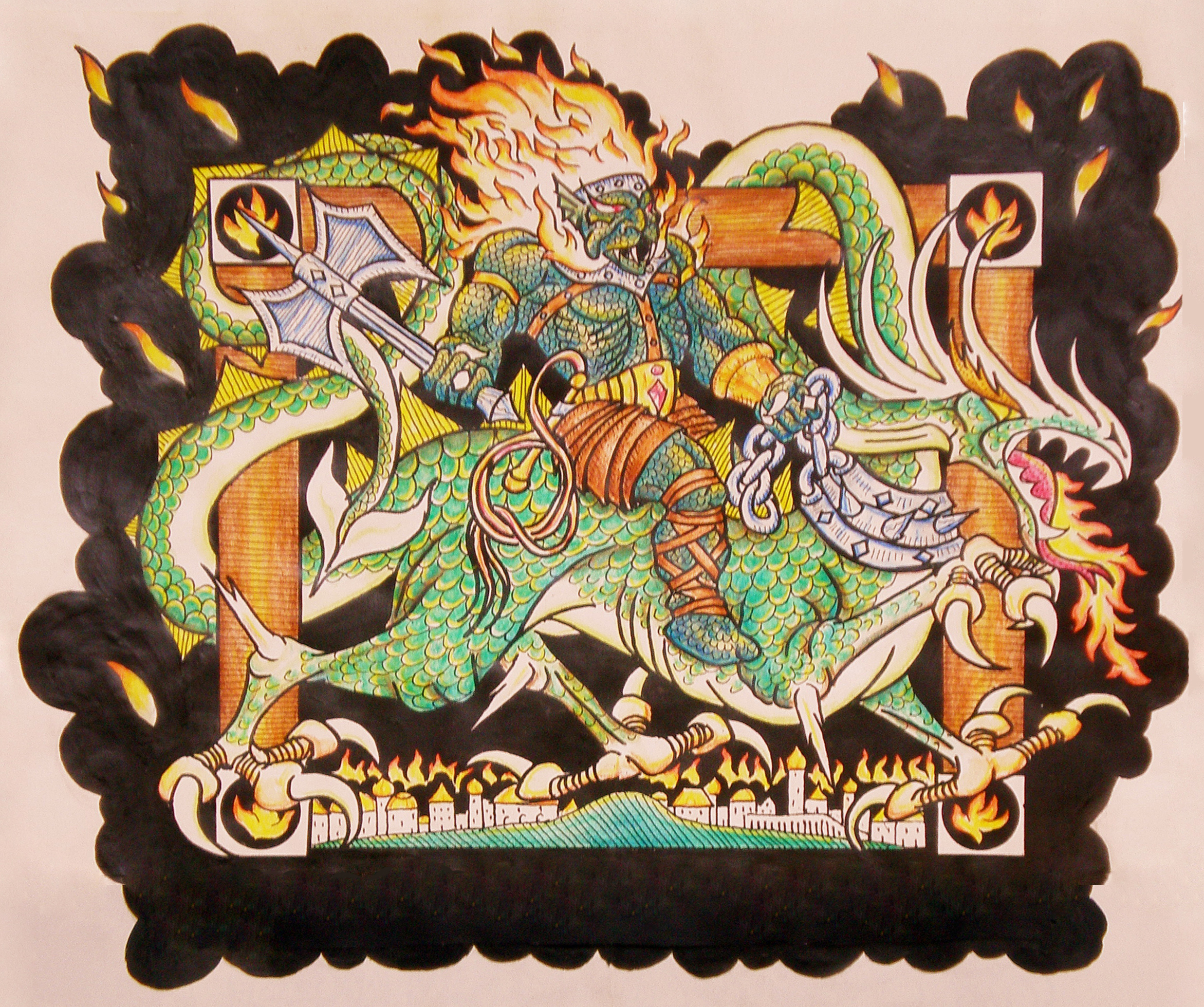
Gothmog, señor de los balrogs.

Poco después de su llegada, la casa de Fëanor fue atacada por las fuerzas de Morgoth en lo que vino a ser la Segunda Batalla de las Guerras de Beleriand, la llamada Dagor-nuin-Giliath o La Batalla bajo las Estrellas. Las huestes de Morgoth fueron derrotadas pero Fëanor, cegado por la ira, persiguió a los supervivientes hasta Dor Daedeloth, donde fue acorralado y herido mortalmente por Gothmog, señor de los Balrogs. Tras su muerte, Maedhros, como primogénito, asumió el liderazgo de su linaje.
Ante la aplastante derrota sufrida, Morgoth envió emisarios a Maedhros para convocar una reunión en la que pedirle la paz y entregarle un Silmaril como tributo. Aunque Maedhros desconfió de la palabra de Morgoth y se preparó ante la posibilidad de una trampa, Morgoth envió a la embajada una fuerza mucho mayor de la que Maedhros preveía, con la que aniquiló la delegación de los Noldor y capturó a Maedhros. Morgoth intentó chantajear a los hijos de Fëanor, instándoles a abandonar Beleriand a cambio de la vida de su hermano; estos, sabedores del valor nulo de su palabra, rechazaron su oferta y se fortificaron en Hithlum. En represalia, Maedhros fue colgado por la muñeca de su mano derecha en lo alto de un precipicio en Thangorodrim.

### Primera Edad del Sol
Durante varios años, Maedhros sufrió tormento colgado de la muñeca, mientras su cuerpo y su espíritu se debilitaban. Mientras, los Noldor abandonados en Aman consiguieron llegar a Beleriand por el Helcaraxë y se asentaron cerca de sus parientes en Hithlum. Su primo Fingon, consciente del recelo y las tensiones que había entre las dos casas, decidió ir al rescate de Maedhros, su gran amigo de la infancia. Solo, llegó hasta las montañas de Thangorodrim y le encontró, aunque no podía acceder hasta donde se encontraba. Maedhros le rogó que acabase con su suplicio disparándole con su arco. Fingon, apenado, se disponía a aliviar su sufrimiento cuando Manwë envió a Thorondor, el señor de las Águilas, que le transportó al risco donde estaba colgado aquel. Allí, no pudo soltar a su amigo de la banda de acero que le aprisionaba la mano, por lo que Maedhros le volvió a pedir que acabase con su vida pero Fingon le cortó la mano por encima de la muñeca y, con la ayuda de Thorondor, volvieron a Mithrim. Maedhros, agradecido y aún arrepentido por haber permitido que quedasen abandonados en Aman, pidió el perdón para los suyos y renunció a sus derechos sobre el trono de los Noldor en favor de su tío, Fingolfin, en un intento de mitigar el odio entre ambas casas.

La estrella de la casa de Fëanor

Sus hermanos no se mostraron satisfechos con la decisión tomada y Maedhros, con el fin de evitar nuevos enfrentamientos, trasladó a su gente al nordeste de Beleriand, a las tierras cercanas a las Colinas de Himring, creando la llamada Frontera de Maedhros, desde donde podían vigilar más de cerca las acciones de Morgoth.
En el año 60 de la Primera Edad, Morgoth decidió lanzar un ataque contra los Eldar para medir sus fuerzas, intentando sorprenderlos desprevenidos. Sin embargo, Fingolfin y Maedhros tenían sus tropas preparadas y destruyeron por completo las hordas de orcos. Esta fue la Tercera Batalla de las Guerras de Beleriand, la llamada Dagor Aglareb o La Batalla Gloriosa, tras la cual los Noldor fortalecieron su alianza y establecieron el Sitio de Angband, un asedio a las tierras de Morgoth que duró casi 400 años.
Aunque asediado, Morgoth no estuvo ocioso todos esos años y preparó su próximo ataque con mucho cuidado. En el año 455 de la Primera Edad, Morgoth lanzó sus huestes de orcos, Balrogs y Dragones en lo que se conoció como la Cuarta Batalla de las Guerras de Beleriand, la Dagor Bragollach o La Batalla de la Llama Súbita. El Sitio se rompió y numerosos reinos de los Eldar fueron destruidos o dispersados. Pese a ello, la fortaleza de Himring no sucumbió gracias a la valentía de Maedhros y su destreza con la espada e, incluso, recuperó parte de las tierras perdidas en la batalla. Cerró de nuevo el Paso de Aglon y reunió a parte de los supervivientes de Beleriand Oriental y Dorthonion, pues excepto Maglor, que acudió a él, el resto de los hijos de Fëanor fueron derrotados y obligados a huir hacia el sur.
Tras la hazaña de Beren y Lúthien, Maedhros comprendió que Morgoth no era invencible pero era necesario construir un frente común. Reunió a sus hermanos y, a pesar de que no obtuvo ayuda de Orodreth ni Thingol, organizó una alianza de Elfos, Hombres y Enanos conocida como la Unión de Maedhros. En poco tiempo, recuperaron los territorios septentrionales perdidos e incluso liberaron Dorthonion; pero el ataque fue precipitado y puso sobre aviso a Morgoth, quien consiguió infiltrar espías y convertir a su causa a parte de los Hombres de la Unión. Así, en el año 472 de la Primera Edad, cuando se lanzó el ataque principal contra Angband, la traición de los Hombres de Ulfang causó la destrucción de prácticamente la totalidad de las fuerzas de la Unión, en lo que se conoció como la Quinta Batalla de las Guerras de Beleriand, la llamada Nírnaeth Arnoediad o La Batalla de las Lágrimas Innumerables. Todos los hijos de Fëanor resultaron heridos en esa batalla, viéndose obligados a retirarse hacia el Monte Dolmed para salvar la vida.
Durante varios años los hijos de Fëanor vivieron con los restos de su casa en los bosques de Ered Lindon, conviviendo junto a los Nandor de Ossiriand, perdida ya la esperanza de volver a enfrentarse a Morgoth. Allí permanecieron hasta recibir noticias de que Dior Eluchíl, hijo de Beren y Lúthien y rey de Doriath tras la muerte de Thingol, tenía en su poder el Silmaril recuperado por sus padres. Maedhros contuvo la ira de sus hermanos y mandaron mensajeros exigiéndole la devolución de la joya, pero fueron ignorados. Ante el desplante recibido, en el año 507 de la Primera Edad, los hijos de Fëanor atacaron y destruyeron Doriath en busca del Silmaril, mas no lo encontraron pues Elwing, hija de Dior, huyó con parte de su pueblo refugiándose en las desembocaduras del río Sirion, en Arvernien. En aquella nueva guerra fratricida hubo importantes bajas en ambos bandos, como Dior y Nimloth, su esposa, o Celegorm, Curufin y Caranthir, entre los hijos de Fëanor. Sirvientes de Celegorm capturaron y abandonaron en el bosque a los hijos pequeños de Dior, Eluréd y Elurín, para que murieran de hambre. Cuando Maedhros se enteró de esta crueldad los buscó durante largo tiempo, apenado y arrepentido, pero no logró encontrarlos y nada más se supo del destino de aquellos jóvenes.
Pocos años después, llegaron a los hijos de Fëanor supervivientes noticias sobre la huida de Elwing con el Silmaril y su asentamiento en la desembocadura del Sirion junto con los exiliados de Doriath y Gondolin. Aún vivo en su memoria el recuerdo de la tragedia de Doriath, Maedhros intentó olvidar el juramento y durante un tiempo desistió de obtener la joya. Mas el juramento incumplido atormentaba el espíritu de los hijos de Fëanor y acabaron mandando a los Puertos del Sirion mensajes amistosos pero con la exigencia de entregarles el Simaril. Elwing y su pueblo se negaron, ante lo que la casa de Fëanor respondió atacándoles en el año 532 de la Primera Edad. Muchos elfos de ambos bandos murieron e incluso parte de la casa de Fëanor se rebeló contra sus señores ante las atrocidades cometidas en nombre del juramento. Allí perecieron Amrod y Amras, pero Maedhros y Maglor ganaron finalmente la batalla; mas no obtuvieron la joya, dado que Elwing se arrojó con ella al mar. Ulmo la salvó de morir ahogada y Elwing se reunió con Eärendil, su esposo, a quien entregó el Silmaril. Sus hijos, Elrond y Elros, fueron capturados pero, a diferencia de lo ocurrido en Doriath, Maedhros y Maglor no consintieron que sufrieran daño alguno.
En el año 587 de la Primera Edad, tras la Guerra de la Cólera, en la que las fuerzas de Valinor acabaron con el poder de Morgoth, Maedhros y Maglor acudieron a Eönwë exigiéndole que los dos Silmarils, recuperados de la corona del Enemigo, les fuesen devueltos. El maia los rechazó, alegando que tras tantos actos impíos, no merecían poseer las joyas, y les convocó a un juicio ante Manwë. Maglor quería aceptar el dictamen de Eönwë pero Maedhros se negó y acabó convenciéndole para intentar robar los Silmarils, ante la imposibilidad de romper un juramento hecho con Ilúvatar como testigo. Así, los hermanos se infiltraron por la noche en el campamento del ejército de los Valar y asesinaron a los guardias que custodiaban los Silmarils, mas fueron descubiertos y a punto estuvieron de ser ajusticiados. Pero Eönwë impidió su muerte y ordenó que se les dejase marchar. Los dos hermanos se separaron, llevando cada uno un Silmaril; sin embargo, pronto comprendieron que realmente eran indignos de poseer las joyas, pues estas les quemaban en las manos: Maglor lanzó el Silmaril al mar y Maedhros, incapaz de soportar el dolor y la culpa, se arrojó con su Silmaril a una grieta ardiente, terminando así con el sufrimiento que durante tantos siglos le había acarreado el juramento de su padre.

## Concepción

### Etimología
En un principio, Tolkien dio a Maedhros el nombre de Doegred Winsterhand (del inglés antiguo doegred [alba, amanecer] y winsterhand [zurdo]). Christopher Tolkien atribuye dicha asignación al color cobrizo de su pelo y a la pérdida de su mano derecha cuando fue rescatado de Thangorodrim.
En las primeras versiones de los textos donde aparece el personaje, se utilizaron los nombres de Maedros o Maidros para designarlo. De hecho, cuando el nombre definitivo surge por primera vez en borradores, no se refiere al hijo mayor de Fëanor sino al abuelo del propio Fëanor, pues aparece en el nombre de su padre, originalmente llamado Bruithwir go-Maidros (Bruithwir, hijo de Maidros).
Para decidir el nombre en sindarin, Tolkien discurrió primero el sonido que deseaba asociar con el personaje y, después, atribuyó a las palabras un significado adecuado. Así, la traducción original de Maedhros era «brillo metálico», aunque posteriormente fue cambiada a «cobrizo bien formado» (del sindarin maed [bien formado] y ros [cobrizo]).
Según Tolkien, las traducciones de dichas raíces sindarin tenían el propósito de concordar con el significado de los nombres de Maedhros en quenya, Maitimo y Russandol; sin embargo, en sus últimos años de vida, Tolkien se dio cuenta de que también había establecido que ros se tradujese como «rocío», «rociada» o «espuma». Por ello, anotó la propuesta de un posible cambio del nombre a Maedron.

### Cambios en el personaje
A lo largo de los años, Tolkien revisó gran parte de sus textos, dando lugar a diferentes versiones de los mismos hechos, hasta conseguir una versión definitiva. A continuación se citan algunos ejemplos:
- Maedhros recibió el Yelmo Dragón de Dor-lómin de manos del señor de los enanos de Belegost, Azaghâl, en gratitud por haber salvado su vida en una emboscada y como muestra de su alianza. Tiempo después, Maedhros regaló el yelmo a Fingon, como señal de su amistad.[15] En borradores anteriores, dicho presente no fue el Yelmo Dragón sino Elessar, la Piedra de Elfo, que Maedhros finalmente recibió de su padre moribundo.[16]

- Por otro lado, el destino de los Silmarils experimentó varios cambios a través de los distintos borradores:[17]
  - En el «Esbozo de la mitología», el Silmaril de Beren es arrojado al mar y se pierde. Maglor roba uno de los otros dos y, tras entender que ya no es digno de poseerlo, se arroja con él a un pozo ardiente. Los dioses adjudican el último de los Silmarils a Eärendil.
  - En la primera versión del Quenta, el Silmaril de Beren sufre el mismo destino que en la anterior. Maglor convence a Maedhros para que, juntos, roben los Silmarils. Este es capturado y, tras comprender que ya no tiene derecho sobre la joya, la tira al suelo y se suicida, siendo adjudicada después a Eärendil. Maglor arroja su Silmaril a un pozo ardiente y vaga por las costas.
  - En la segunda versión del Quenta, el Silmaril de Beren es recuperado por Elwing y llevado desde entonces por Eärendil en Vingilot. Maedhros convence a Maglor para robar los dos Silmarils restantes pero, tras ello, se dan cuenta de que ya no son dignos de poseer las joyas. Maedhros se arroja con el Silmaril a un pozo ardiente mientras que Maglor lanza su Silmaril al mar y vaga por las costas.

- En El Silmarillion, Maglor se apiada de los hijos de Elwing, Elrond y Elros, tras la batalla en las desembocaduras del Sirion;[18] en versiones anteriores, es Maedhros quien muestra piedad y salva a Elrond (el personaje de Elros no apareció hasta los últimos borradores).[19]